# فرانسوا آرنول
فرانسواز آرنو (فرانسوی: Françoise Arnoul‎؛ زادهٔ ۳ ژوئن ۱۹۳۱ - ٢٠ ژوئیهٔ ٢٠٢١) هنرپیشه اهل فرانسه بود.
از فیلم‌ها یا برنامه‌های تلویزیونی که وی در آنها نقش داشته‌است می‌توان به حادثه‌ای در ترن، رقص کن کن فرانسوی، راه جوانی، ناپلئون، ملاقات در ژوئیه اشاره کرد.
او در نود سالگی و بر اثر کهولت سن درگذشت.